# Denis van Alsloot
Denis van Alsloot (* um 1570 in Mechelen; † 1626 in Brüssel) war ein flämischer Maler.

## Biographie
Denis van Alsloot wurde um das Jahr 1570 in Mechelen geboren. Ab 1599 stand er im Dienste des Erzherzogs Albrecht VII. von Habsburg und seiner Gattin Isabella Clara Eugenia von Spanien. Van Alsloot starb 1626 in Brüssel.

## Werke (Auswahl)

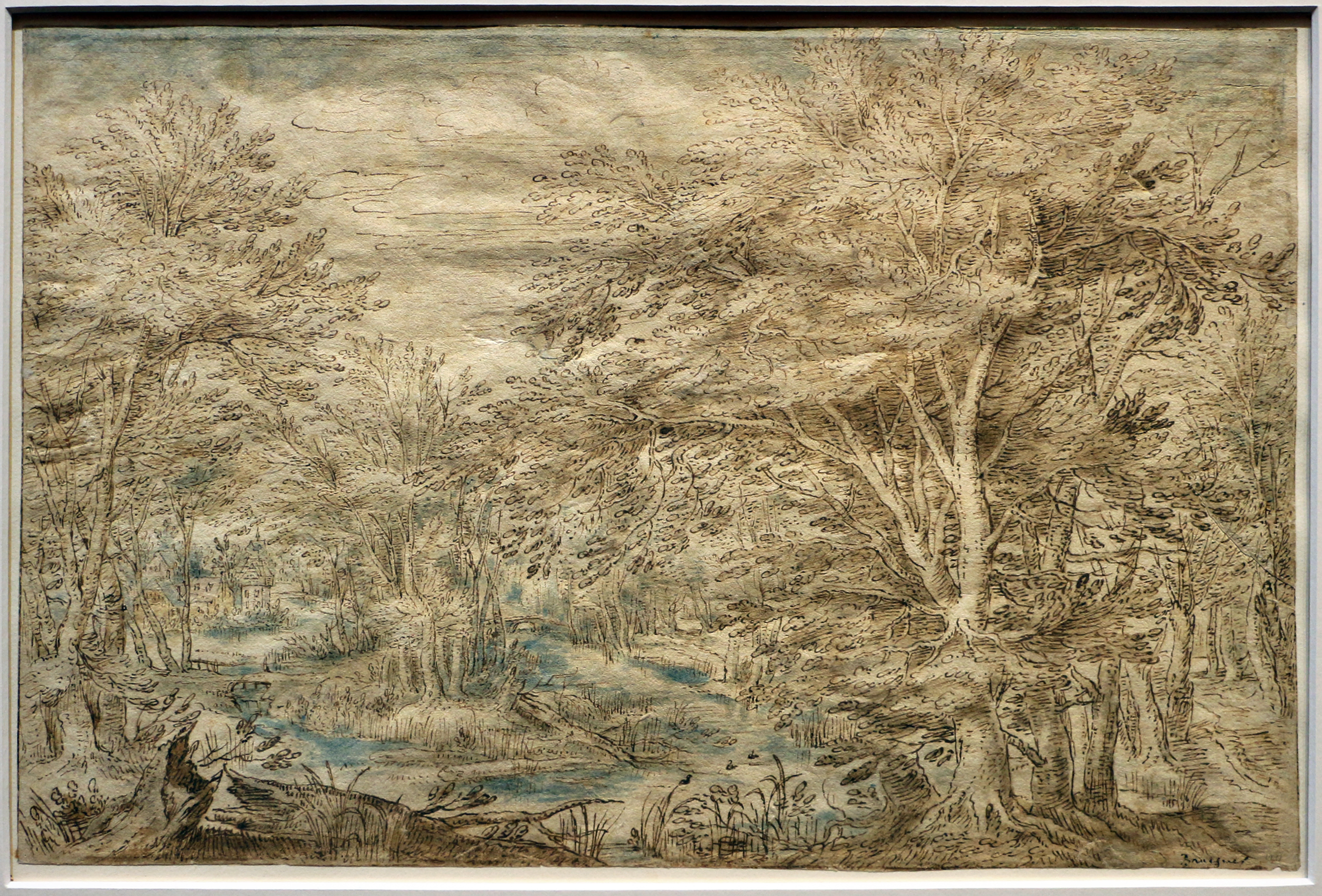
Waldlandschaft mit Bauernhäusern und einem Taubenhaus
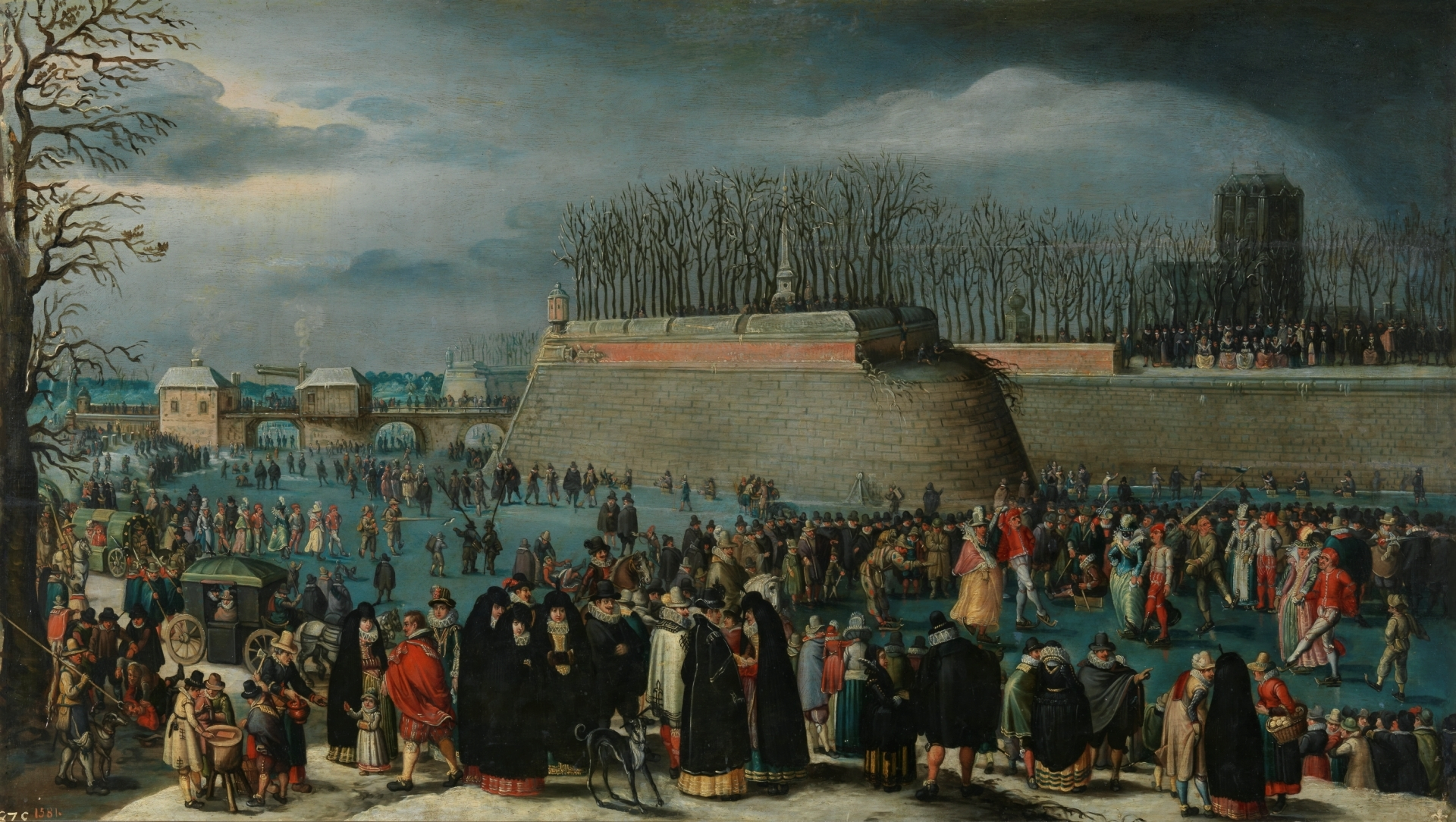
Fastnachtszug auf dem Eise
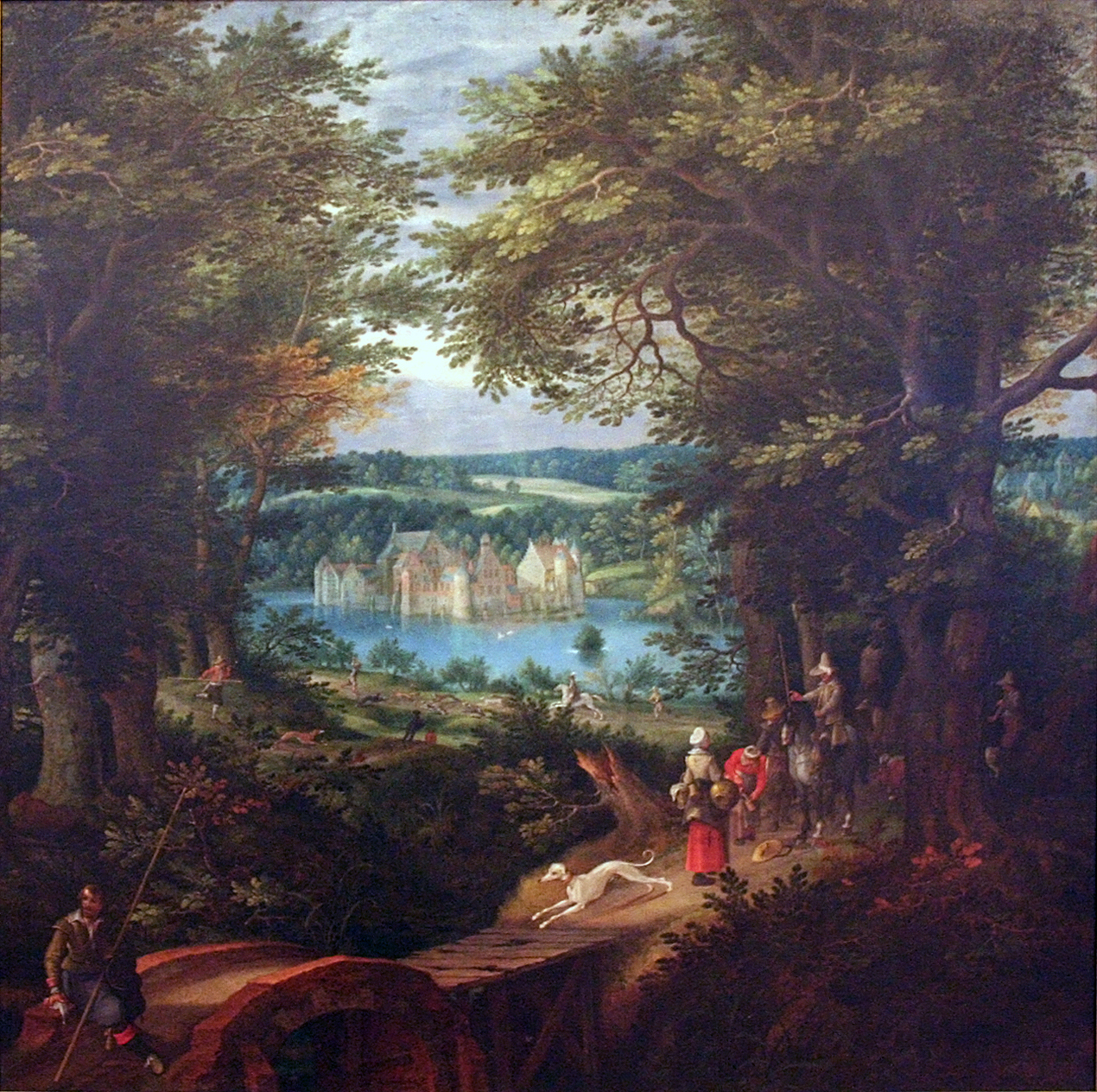
Landschaft mit Wasserbucht und Jagdszene
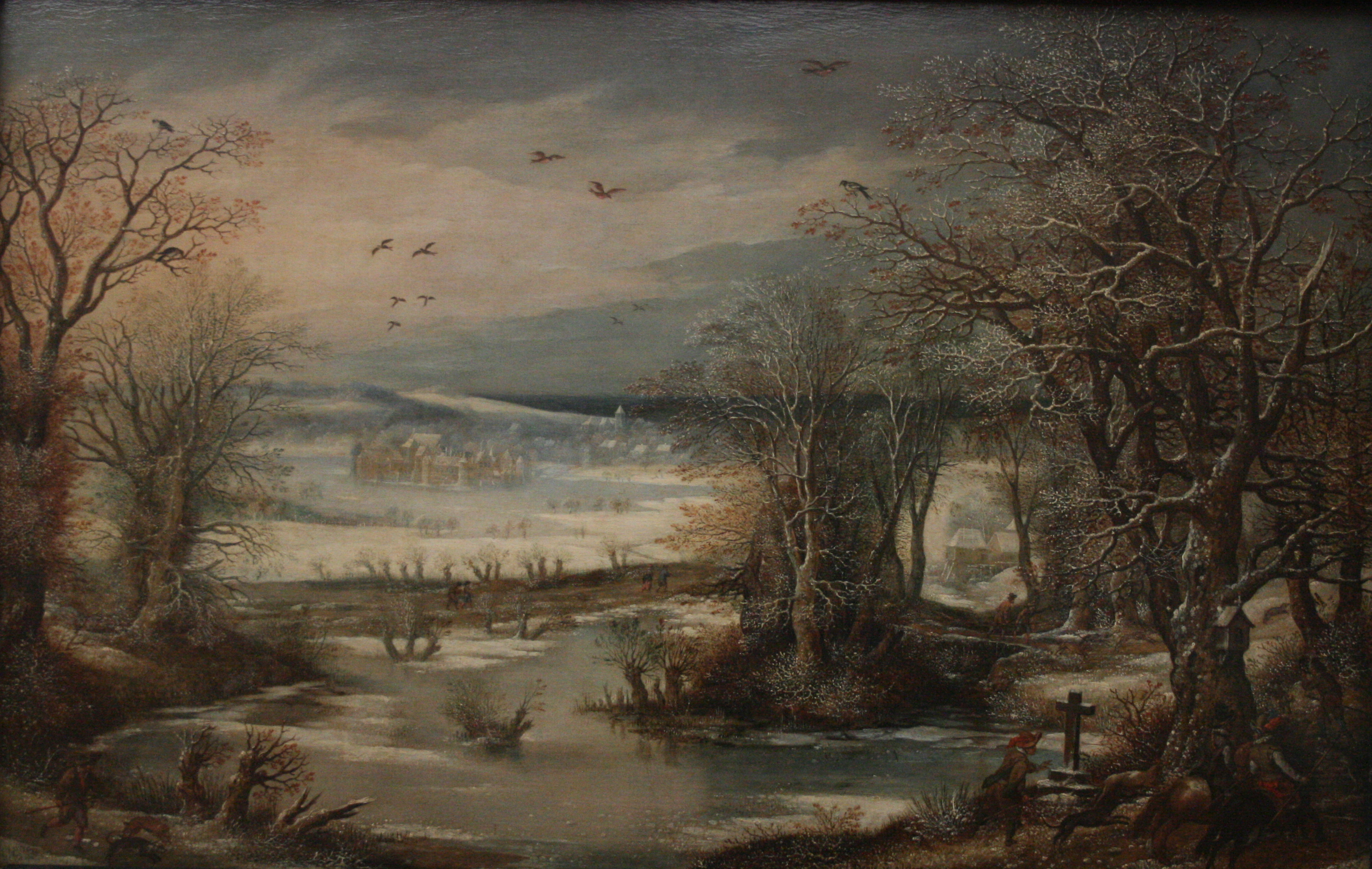
Winterlandschaft mit Schloss Tervuren
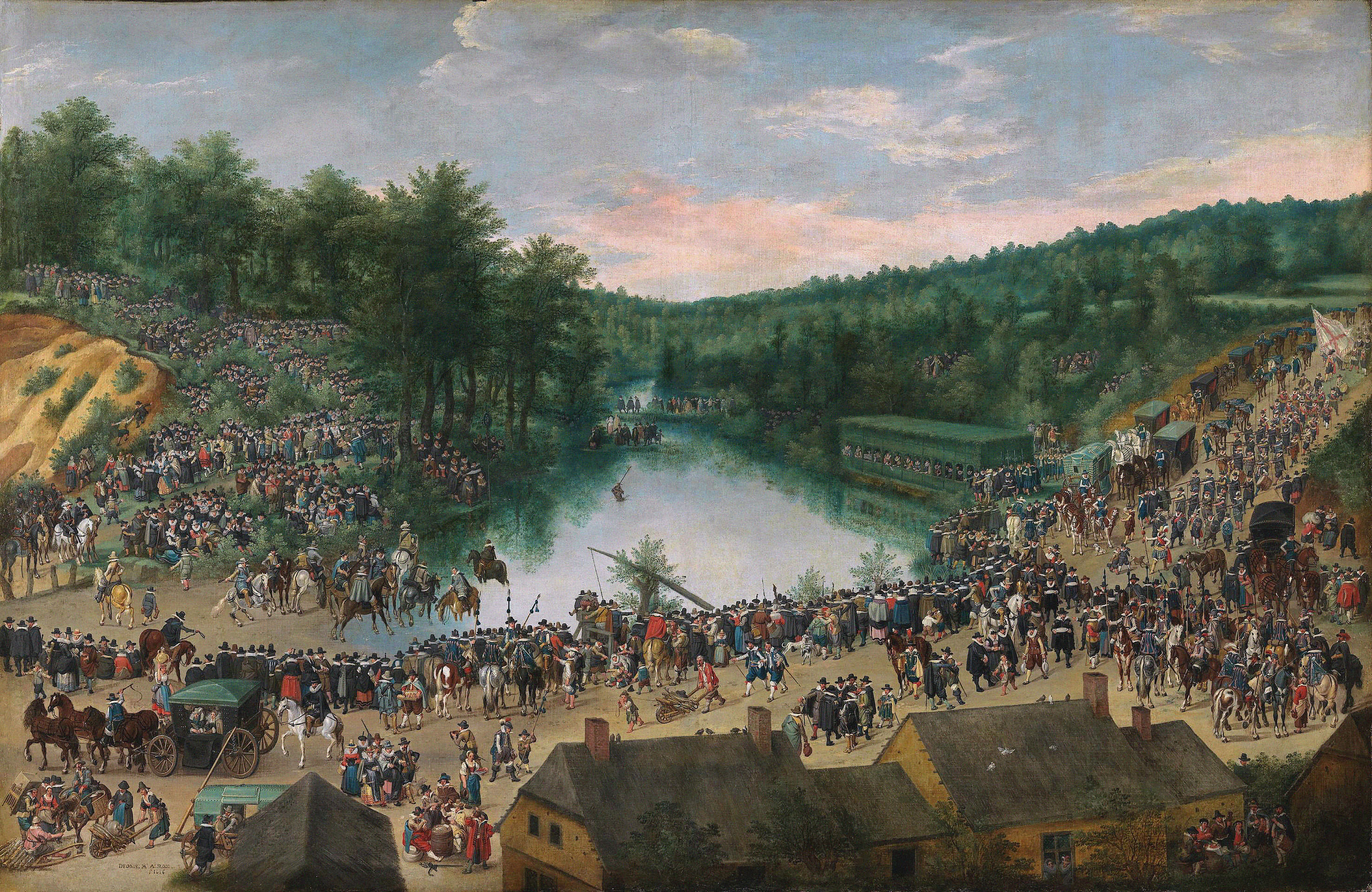
Fest Unserer Lieben Frau vom Wald

Seine Werke sind unter anderem im Museo del Prado in Madrid und im Bonnefantenmuseum in Maastricht ausgestellt.